# Стеван Габер
Стеван Габер (на македонска литературна норма: Стеван Габер) е виден юрист от Социалистическа република Македония.

## Биография
Роден е на 22 септември 1919 година в град Велес, тогава в Кралството на сърби, хървати и словенци, в семейството на Ордан Димков Габеров и прилепчанката Наталия. След разгрома на Кралство Югославия през април 1941 година, Ордан Габеров е член на велешкия български акционен комитет.
Стеван Габер учи в Юридическия факултет на Белградския университет. По време на българското управление във Вардарска Македония в годините на Втората световна война завършва Юридическия факултет на Софийския университет в 1943 година. През август 1944 година става член на Югославската комунистическа партия и участва в партизанското движение като политкомисар на Велешката бригада.
След установяването на комунистическа власт в страната Габер е пълномощник на Управлението за държавна сигурност. Работи като окръжен прокурор и прокурор на град Скопие. В 1951 година е член на матичната комисия за основаване на Юридически факултет на Скопския университет. В 1956 година защитава докторат в Белградския университет на тема „Пряка демокрация“ (Непосредна демократија). В 1965 - 1967 година е декан на Юридическия факултет на Скопския университет. В 1972 - 1974 година е ректор на Скопския университет. След това в 1975 година става директор на Института за социологически и политико-правни изследвания в Скопие. От 1978 до 1979 година Стеван Габер е ректор на Битолския университет „Наум Охридски“.
Габер е автор на над 160 научни труда в областта на правото и политологията, сред които „Теория на държавата и правото“ (Теорија на државата и правото), издадена в Скопие в 1970 година.
Стеван Габер умира на 5 август 1999 година в Скопие, Република Македония.
Женен е за велешанката Вера Тутунджиева, с която има син, дипломатът Виктор Габер и щерка Марика. След смъртта на съпругата му Вера, Стефан Габер се жени за гъркинята Лела, с която има дъщеря Наташа Габер-Дамяновска, също юристка.